# (9276) 1980 RB8
(9276) 1980 RB8 là một tiểu hành tinh vành đai chính. Nó được phát hiện bởi Schelte J. Bus ở Đài thiên văn Palomar ở Quận San Diego, California, ngày 13 tháng 9 năm 1980.